# James Neill
James Neill (29 de setembro de 1860 – 16 de março de 1931) foi um ator norte-americano da era do cinema mudo. Ele atuou em 113 filmes entre 1913 e 1930.

## Filmografia selecionada
- Shooting Straight (1930)
- The Idle Rich (1929)
- The Border Patrol (1928)
- O Rei dos Reis (1927)
- Thank You (1925)
- Maria Rosa (1916)
- The Warrens of Virginia (1915)
- After Five (1915)
- The Goose Girl (1915)
- Rose of the Rancho (1914)
- The Man from Home (1914)
- Richelieu (1914)
- The Man on the Box (1914)
- Discord and Harmony (1914)
- The Honor of the Mounted (1914)
- The Lie (1914)
- Bloodhounds of the North (1913)
- Red Margaret, Moonshiner (1913)